# Клубный кубок UNCAF 1971
1. перенаправление Турнир Фратернитад 1971